# Aerodromul Eppley
Aerodromul Eppley (IATA: OMA, ICAO: KOMA, FAA LID: OMA) este un aeroport din Nebraska, Statele Unite ale Americii ce deservește zona Omaha. Aeroportul a fost tranzitat în 2023 de 5.026.639 de pasageri. A fost deschis în 1959 și numit după Eugene C. Eppley⁠(d).
Situat la o altitudine de 300 m, aeroportul dispune de 3 piste.

## Infrastructură

### Piste
Aeroportul dispune de 3 piste: 
- pista 14L/32R din beton, cu dimensiunile 8.500 picioare × 150 picioare
- pista 14R/32L din beton, cu dimensiunile 9.502 picioare × 150 picioare
- pista 18/36 din beton, cu dimensiunile 8.154 picioare × 150 picioare